# Matías Bortolín
Matías Bortolín, né le 11 avril 1993, à Córdoba, en Argentine, est un joueur argentino-italien de basket-ball. Il évolue aux postes d'ailier fort et de pivot.

## Palmarès
- 3e du championnat des Amériques 2013